# Distrito Municipal de Pincher Creek n.º 9
Pincher Creek n.º 9 es un distrito municipal canadiense situado en la provincia de Alberta.

## Superficie
Pincher Creek n.º 9 tiene una superficie de 3455,75 km².

## Demografía
En 2021, tenía 3240 habitantes, una densidad poblacional de 0,9 hab./km², y 1801 viviendas.